# Laatzen
Laatzen este un oraș din landul Saxonia Inferioară, Germania.

## Orașe înfrățite
- Le Grand-Quevilly, Franța din  1966[2]